# Dimitrija Demeter
Dimitrija Demeter (Zágráb, 1811. július 21. – Zágráb, 1872. június 24.), horvát költő, drámaíró, műfordító, publicista, színikritikus, irodalmi és színházi szakember.

## Élete
Görög származású kereskedőcsaládból (egyes források cincár és vlach eredetet is említenek) származott. A zágrábi Klasszikus Gimnáziumban érettségizett 1827-ben. Ezután filozófiát tanult Grazban (1827–1829), orvostudományt Bécsben (1829–1834) és Padovában (1834–1836), ahol 1836-ban agyhártyagyulladásról írta doktori értekezését. Költő, elbeszélő és drámaíró volt, 1840-től a 60-as évek közepéig pedig vitathatatlan vezéregyénisége volt színházi életnek, így a modern horvát színház fejlődésének. Tanulmányai alatt irodalmi tevékenységgel foglalkozott, majd tanulmányaiból szülőföldjére visszatérve bekapcsolódott az illír mozgalomba. Gajjal egyike volt az Illír Klub alapítóinak.
Eleinte orvosként dolgozott, 1841-től csak irodalommal foglalkozott. Drámaszövegeiben a régi horvát irodalom hagyományait igyekezett ötvözni az európai drámairodalom irányzataival. Leginkább történelmi témákkal fejezte ki hazafias törekvéseit, ezeken át szólt korának aktuális társadalmi kérdéseiről. Bécsi tartózkodása alatt 1850-ben a bécsi irodalmi szerződés résztvevője és aláírója volt, később a nyomtatott szerbhorvát szótárt tartották a horvát és a szerb irodalmi-nyelvi egység alapjának.
A Horvát Nemzeti Színház egyik alapítója volt. Kezdeményezésére a horvát parlament állandó színházat alapított, melynek igazgatója és dramaturgja volt. Irodalmi és színházi munkássága mellett meg kell említeni, hogy Demeter 1849-ben váltotta Ivan Mažuranićot Bécsben a jogi és politikai névszótárak (Juridisch-politische Terminologie) szerkesztőbizottságában. Az 1848-as forradalmi év után a népek és nyelvek egyenjogúságának elve alapján a német jogi és politikai nevek listáját le kellett fordítani az Osztrák Birodalom összes nyelvére. 
A szláv nyelvek hasonlósága miatt közös bizottságot hoztak létre az egyes nyelvek számára külön szekciókkal. Demeter a horvát nyelvhez járult hozzá a legtöbbet, és munkája végén a szótár horvát részének főszerkesztőjévé nevezték ki. A szótár 1849 végén készült el. Elsőként a német–cseh, német–lengyel és német–ruszin kiadást nyomtatták, a közös német-horvát–szerb–szlovén kiadást (Juridisch-politische Terminologie für die slavischen Sprachen Oesterreichs, Deutsch-kroatische, serbische und slovenische Separat-Ausgabe) csak 1853-ban nyomtatták ki. A Matica ilirska tagja volt. Szerkesztette az Iskra, Südslavische Zeitung, Danica, Narodne novine folyóiratokat, és a Hrvatski sokol almanachot.
Demeter 1872. június 24-én Zágrábban halt meg, és a pantovčaki ortodox temetőben temették el, majd 1885. október 15-én átszállították a Mirogojba, a nemzeti ébredés nagy alakjainak árkádsorába.

## Irodalmi munkássága
Írt novellákat, tárcákat, irodalmi és színházi ismertetőket, librettókat. Librettót írt Vatroslav Lisinski Ljubav i zloba (Szeretet és gonoszság) és Porin című operáihoz. Dramatička pokušenja I. (Drámai kísérletek I. 1838) és a Dramatička pokušenja II. (1844) című műveiben az irodalomelmélet és a nemzeti program szintézisét alkotta meg a színház és a dráma területén. Rendkívül fontos a szerepe a zágrábi és horvátországi kulturális élet szervezésében. Már fiatalon újgörögül írt, majd tanulmányaiból visszatérve aktívan részt vett a horvát nemzeti ébredésben és onnantól horvátul írta műveit. 
Drámái közül a legfontosabb Teuta című tragédiája (1844, premierje 1864-ben volt Zágrábban). Történelmi forrása Polübiosz görög történész Történelem című műve, amely Teuta illír királynőről (i. e. 3. század) mesél, akinek az Adriai-tenger déli részén folytatott kalózkodása a Rómával vívott háborúhoz vezetett (i. e. 229). A téma kidolgozása során Demeter számos motívumot használt az európai epikai és drámairodalomból. A Teuta minden tekintetben egy klasszicista, romantikus és szentimentális összetevőket összefoglaló politikatörténeti dráma, azzal az üzenettel, hogy a személyest alá kell rendelni az közügynek, erőteljesen kifejezi a horvát nemzeti ébredési mozgalom politikai céljait.
Munkásságában különleges helyet foglal el a Grobničko polje című eposz, amely 1842-ben jelent meg. A Grobničko polje egyfajta műfajhibrid. A jellegzetes narráció mellett lírai dalok (Tatárok dala; A horvátok dala) és drámaian hangolt párbeszédek jelennek meg. Mažuranićtyal ellentétben, aki a horvát és délszláv eposz hagyományára alapozta költeményét, Demeter az európai romantika legkiemelkedőbb képviselőiről, különösen Byronról és Mickiewiczről mintázta költeményét egy hamis történelmi eseményre (az állítólagos győzelemre) építve, melyet a horvátok a mongolok felett arattak 1242-ben.
Demeter horvát lírája többnyire Schiller példájára épülő alkalmi, dicsérő és történelmi balladákból áll, a négy novellából pedig legjobbja a Puskin-motívumok nyomán írt Otac i sin (Apa és fia, 1846). Irodalmi munkássága a horvát nemzeti újjászületés legnagyobb vívmányai közé tartozik, markáns romantikus és romantikus-klasszicista vonások jellemzik.

## Főbb művei
- Dissertatio inauguralis Medica de Meningitide, quam publicae disquisitioni submittit Demetrius Demetter Croata Zagrabiensis, Padova, 1836.
- Dramatička pokušenja I. Zagreb, 1838., II. Beč, 1844.
- Grobničko polje, Kolo, I, Zagreb, 1842.
- Ljubav i zloba: Librettó Vatroslav Lisinski operájához, Zagreb, 1845.
- Otac i sin. Crta iz petnajstog vieka, Zagreb, 1882.
- Teuta: tragédia öt színben, Zagreb, 1891.
- Porin: Librettó Lisinski operájához, Zagreb, 1897.

## Emlékezete
- Az ő nevét viseli az 1906-ban alapított Demeter-díj és a 2012-ben alapított Demeter életműdíj.

## Fordítás
- Ez a szócikk részben vagy egészben  a   Dimitrija Demeter című horvát Wikipédia-szócikk ezen változatának fordításán alapul.  Az eredeti cikk szerkesztőit annak laptörténete sorolja fel. Ez a jelzés csupán a megfogalmazás eredetét és a szerzői jogokat jelzi, nem szolgál a cikkben szereplő információk forrásmegjelöléseként.